# Piedade de Ponte Nova
Piedade de Ponte Nova é um município brasileiro do estado de Minas Gerais. Sua população recenseada em 2022 era de 3 976 habitantes. 